# 山梨交通伊勢町営業所
山梨交通伊勢町営業所（やまなしこうつういせちょうえいぎょうしょ）は、山梨県甲府市に位置する山梨交通の営業所。

## 概要
山梨交通に4つある営業所のうちの1つであり、位置的には甲斐住吉駅を北上し、三差路の交差点の東側にある。担当は路線バスのみであり、高速バスは扱っていない。主として甲府市北部に向かう路線バスを担当している。

## 管轄路線
以下の路線ではPASMOなどの共通ICカードが使用できるが、イオンモールシャトルバスでは定期券機能が使用できない。

### 循環系統路線バス

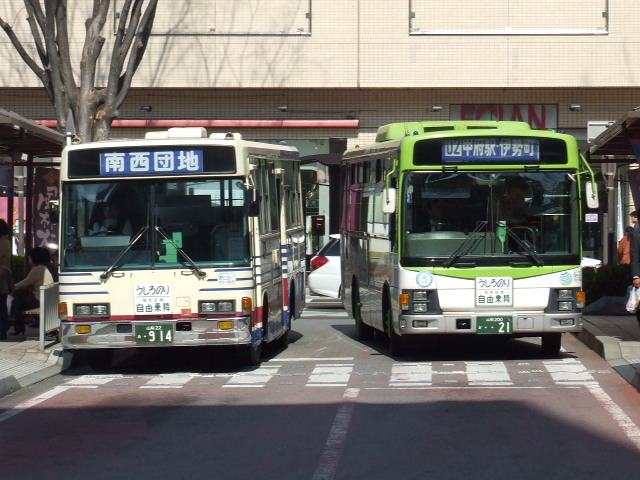
千塚経由山宮循環線（右）

- 01「羽黒経由山宮循環線」

伊勢町営業所 → 遊亀公園 → 甲府駅 → 一高前 → 湯村温泉入口 → 羽黒町 → 山宮上町 → 千塚 → 湯村温泉入口 → 一高前 → 甲府駅 → 遊亀公園 → 伊勢町営業所
- 02「千塚経由山宮循環線」

伊勢町営業所 → 遊亀公園 → 甲府駅 → 一高前 → 湯村温泉入口 → 千塚 → 山宮上町 → 羽黒町 → 湯村温泉入口 → 一高前 → 甲府駅 → 遊亀公園 → 伊勢町営業所
- 26 → 01「羽黒経由山宮循環線（中央病院経由）」[注釈 1]

伊勢町営業所 → 遊亀公園 → 甲府駅 → 県立中央病院 → 湯村温泉入口 → 羽黒町 → 山宮上町 → 千塚 → 湯村温泉入口 → 一高前 → 甲府駅 → 遊亀公園 → 伊勢町営業所
- 02 → 27「千塚経由山宮循環線（中央病院経由）」[注釈 2]

伊勢町営業所 → 遊亀公園 → 甲府駅 → 一高前 → 湯村温泉入口 → 千塚 → 山宮上町 → 羽黒町 → 湯村温泉入口 → 県立中央病院 → 甲府駅 → 遊亀公園 → 伊勢町営業所

### 一般系統路線バス
- 10：伊勢町営業所 - 南甲府駅 - 遊亀公園 - 甲府駅北口 - 山梨大学 - 武田神社[注釈 3]
- 11：甲府駅北口 - 山梨大学 - 武田神社[注釈 4]
- 12：伊勢町営業所 - 南甲府駅 - 遊亀公園 - 甲府駅北口 - 山梨大学 - 武田神社 - 積翠寺[注釈 5][注釈 3]
- 13：積翠寺 → 武田神社 → 山梨大学 → 甲府駅北口[注釈 6][注釈 4]
- 14：伊勢町営業所 - 遊亀公園 - 甲府駅北口 - 国立病院 - HANAZONOホスピタル[注釈 3]
- 15：伊勢町営業所 - 遊亀公園 - 甲府駅北口 - 国立病院 - HANAZONOホスピタル - 千代田湖 - 上帯那[注釈 7][注釈 3]
- 16：伊勢町営業所 - 遊亀公園 - 甲府駅[注釈 8] - 甲府駅北口 - 国立病院 - 塚原
- 17：伊勢町営業所 - 南甲府駅 - 青沼三丁目 - 甲府駅[注釈 8] - 甲府駅北口 - 国立病院 - 塚原
- 39：甲府駅 - 貢川 - 山梨県立美術館 - 竜王新町 - 野牛島 - 六科 - 御勅使
- 63：甲府駅 → 甲斐清和高校[注釈 9]
- 78：伊勢町営業所 - 遊亀公園 - 甲府駅 - 飯田三丁目 - 県立中央病院 - 長塚 - さつきの団地 - 双葉ニュータウン[注釈 10]

なお、12系統及び15系統は甲府市が山梨交通に委託して運行する廃止代替バス路線である。また、39系統は地域間幹線系統である。

### イオンモールシャトルバス

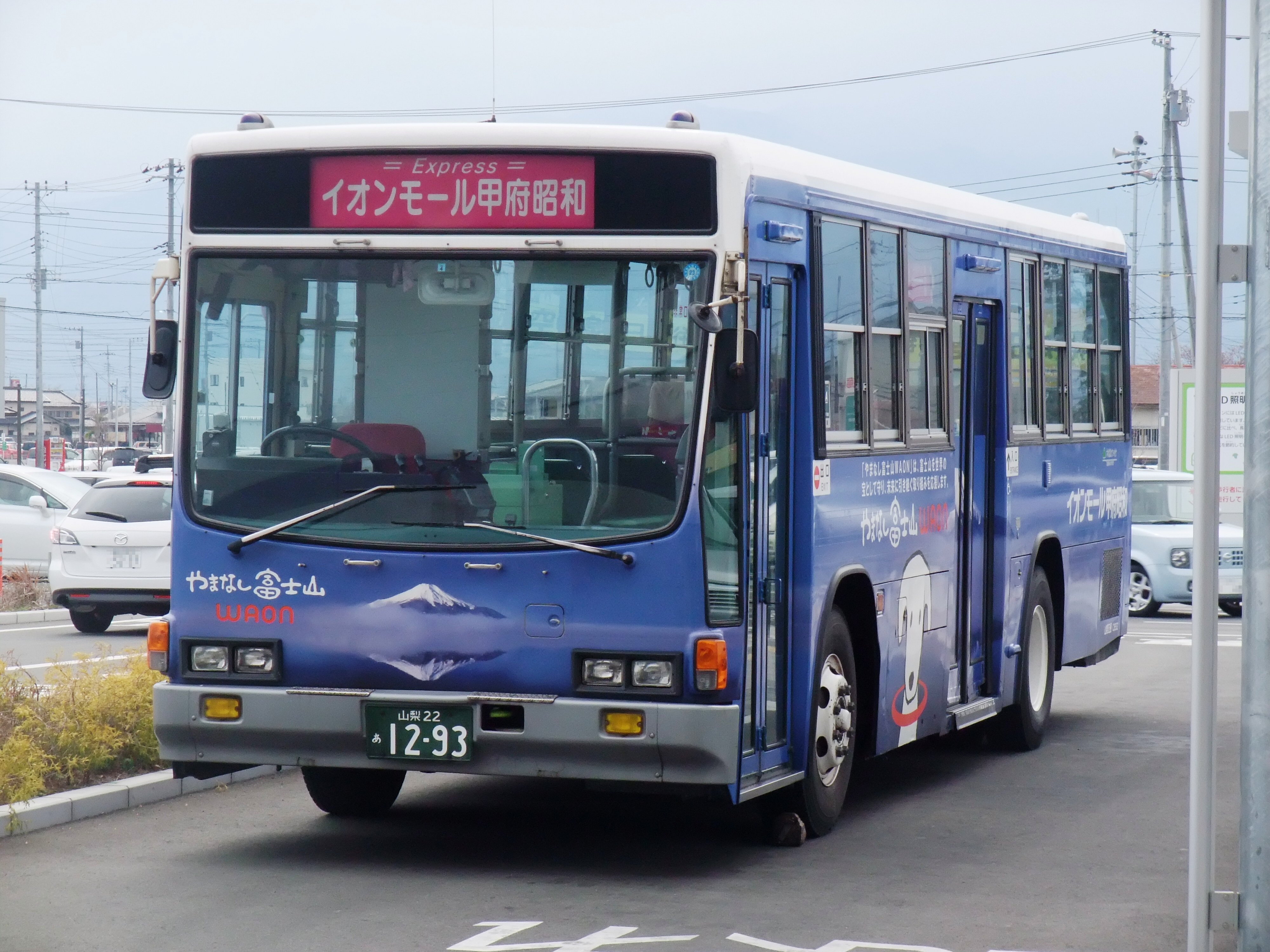
イオンモールシャトルバス

甲府駅からイオンモール甲府昭和まで直行バスが運行されている（系統番号なし）。敷島営業所、鰍沢営業所（便数が多い土休日ダイヤ時のみ担当）と共管。
- 甲府駅 - ダイタビル前 - 宝一丁目 - 飯田三丁目 - 甲府西高校 - 甲府昭和高校入口 - イオンモール甲府昭和[注釈 11]

### 臨時バス・季節快速バス
- 石和温泉駅 → 甲府駅 - 千代田湖 - 千代田小学校 - グリーンライン昇仙峡 - 昇仙峡滝上 [注釈 12][注釈 13]

### 廃止路線
61：駿台今井キャンパス → 甲府駅
駿台今井キャンパス16:45発の1本のみの運行で、新々平和通りを通り、途中のバス停は全て通過していた。敷島営業所と共管であったが、2019年4月1日のダイヤ改正で廃止となった。
77：伊勢町営業所 - 遊亀公園 - 甲府駅 - 飯田三丁目 - 県立中央病院 - 長塚 - 竜王駅
平日6往復、土曜・休日4往復が運行されていたが2021年10月1日のダイヤ改正で廃止となった。
64：伊勢町営業所 - 遊亀公園 - 甲府駅
甲府駅行が1日4本、伊勢町営業所行が1日4本運行(内、朝の1本のみ、土曜・休日と甲斐清和高校休校日に運行)されていたが、2022年12月26日のダイヤ改正で廃止となった。

## その他伊勢町営業所を経由する路線
他営業所管轄の路線を含めて、PASMOなどの共通ICカードが使用できる。
- 70：敷島団地 - 敷島仲町 - 湯村温泉入口 - 県立中央病院入口 - 飯田三丁目 - 甲府駅 - 遊亀公園 - 伊勢町営業所 - 南甲府警察署 - 甲府商業高校 - 山城小学校 - 小瀬スポーツ公園（管轄は敷島営業所）
- 75：県立中央病院 - 飯田三丁目 - 甲府駅 - 遊亀公園 - 伊勢町営業所 - 中道橋 - 県立考古博物館 - 豊富（管轄は甲府営業所）
- 76 → 90「中道橋経由御所循環線」 → 「石和経由御所循環線」[注釈 14]

敷島営業所 → 敷島仲町 → 長塚 → 東海高校 → 飯田三丁目 → 甲府駅 → 遊亀公園 → 伊勢町営業所 → 住吉五丁目 → 山城小学校 → 中道橋 → 御所 → 八代四ツ角 → 石和八幡宮 → 山梨英和大学入口 → 山梨学院大学 → 酒折駅入口 → 善光寺入口 → 甲府駅 → 飯田三丁目 → 東海高校 → 長塚 → 敷島仲町 → 敷島営業所（管轄は敷島営業所）
- 90 → 76「石和経由御所循環線」 → 「中道橋経由御所循環線」[注釈 14]

敷島営業所 → 敷島仲町 → 長塚 → 東海高校 → 飯田三丁目 → 甲府駅 → 善光寺入口 → 酒折駅入口 → 山梨学院大学 → 山梨英和大学入口 → 石和八幡宮 → 八代四ツ角 → 御所 → 中道橋 → 山城小学校 → 住吉五丁目 → 伊勢町営業所 → 遊亀公園 → 甲府駅 → 飯田三丁目 → 東海高校 → 長塚 → 敷島仲町 → 敷島営業所（管轄は敷島営業所）